# Semaya (Sikur)
Semaya is een bestuurslaag in het regentschap Oost-Lombok van de provincie West-Nusa Tenggara, Indonesië. Semaya telt 8947 inwoners (volkstelling 2010).